# 믕흐오르길 오르홍
믕흐오르길 오르홍(몽골어: Мөнх-Оргил Орхоны, 1999년 1월 30일 ~ )은 몽골의 축구 선수로 현재 데렌 FC에서 수비수로 활약하고 있으며 몽골 축구 국가대표팀의 일원으로도 활동하고 있다.

## 클럽 경력
2017년 데렌 FC 입단을 통해 프로에 데뷔하자마자 팀이 정규시즌 4위를 기록하는데 크게 일조했다.

## 국가대표팀 경력
U-23 대표팀 소속으로 2017년 7월에 열린 2018년 AFC U-23 챔피언십 예선에 참가하였고 이후 2017년 10월 5일 대만과의 친선 경기에서 성인대표팀 데뷔전을 치렀으나 팀은 이 경기에서 2-4로 패했다.
그리고 홈에서 열린 북마리아나 제도와의 2019년 EAFF E-1 풋볼 챔피언십 예선 1라운드 2차전에서 후반 44분 A대표팀 데뷔골을 터뜨리며 팀의 9-0 대승에 일조했다.